# Taksim

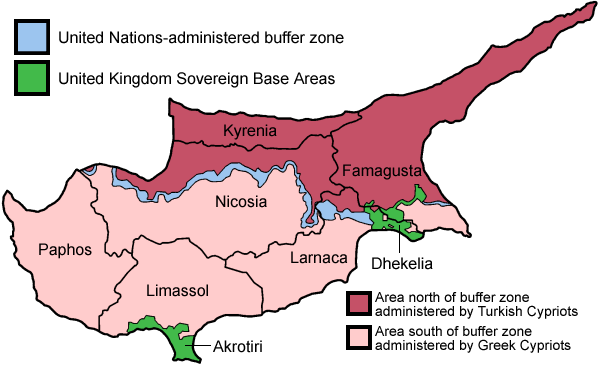
Mappa di Cipro coi distretti (di origine britannica), le zone-cuscinetto affidate all'ONU e la divisione etnico-religiosa

Taksim (parola turca che significa «divisione») è stato l'obiettivo prefisso dalla Turchia e dai turchi ciprioti dalla fazione paramilitare del Movimento di Resistenza Turco (MRT) per ottenere la partizione dell'isola di Cipro e controbattere il progetto-gemello, ma di segno opposto, dell'Enōsis (l'"unione" cioè alla Grecia), preconizzato dalla maggioranza greco-cipriota e dalla sua formazione paramilitare dell'EOKA.
Il concetto di taksim prese le mosse da un'iniziativa che nel 1957 fu assunta da Fazıl Küçük.
I sostenitori del taksim consideravano che la partizione dell'isola mediterranea fosse l'unico mezzo per assicurare una presenza stabile turca sull'isola e per prevenire un'assimilazione, o addirittura una pulizia etnica da parte della comunità maggioritaria greca (i turco-ciprioti rappresentavano all'incirca il 22% dell'intera popolazione).